# Hyderabad Blues
Hyderabad Blues to indyjski dramat z 1998 roku, autorski film debiutanta Nagesh Kukunoora, potem autora Dor, czy Iqbal. Reżyser jest jednocześnie scenarzystą, producentem i odtwórcą Varuna, który przyjechawszy do Indii po 12 latach w USA czuje się we własnym kraju obcy. Na tle Hajdarabadu rozgrywa się historia próbująca pogodzić zachodni styl spotykania się na randkach z indyjskim aranżowaniem małżeństwa. W 2004 roku powstała kolejna część tego filmu - Hyderabad Blues 2: Rearranged Marriage.

## Fabuła
Varun Naikle (Nagesh Kukunoor) przyjeżdża z Ameryki do Hyderabadu. W domu rodzinnym ma spędzić po kilkunastu latach nieobecności 6-tygodniowy urlop. Odzwyczajony od Indii próbuje się odnaleźć w kiedyś jego, dziś obcym mu świecie. Poddaje się nieustannym wizytom krewnych, odkłada widelec wróciwszy do jedzenia palcami, niechętnie daje się zaprowadzić do świątyni, zniecierpliwiony broni się przed codziennym swataniem mu indyjskich dziewczyn. Jego niechętna postawa wobec małżeństwa rzuca też cień na więź, która powstaje między Varunem a piękną, niezależnie myślącą Avishni.

## Obsada
- Nagesh Kukunoor – Varun Naidu
- Rajshri Nair – Ashwini
- Vikram Inamdar
- Elahe Hiptoola – Seema Rao